# Myotis evotis
Myotis evotis es una especie de murciélago de la familia Vespertilionidae.

## Distribución geográfica
Se encuentra en el oeste de Canadá, Baja California en México, y al oeste de Estados Unidos.